# 白求恩-延安造反团
白求恩-延安造反团，是由中国共产党最早期的外籍党员組織之一，由美国人李敦白在文化大革命期间创建。

## 历史
李敦白原为美国军人，經由宋美龄介绍在联合国救济署中国区工作，后来加入了中国共产党。白求恩-延安造反团实际上与白求恩无任何关系，只是因为成员都为外国人，故借用白求恩的名字体现该組織特色。